# Зимитицкое сельское поселение
Зимити́цкое се́льское поселе́ние — упразднённое в 2019 году муниципальное образование на территории Волосовского района Ленинградской области. Бывший административный центр — посёлок Зимитицы.
С 1 января 2008 года главой поселения и главой администрации являлся Каменик Владимир Владимирович.

## Географические данные
- Общая площадь: 129,50 км²
- Расположение: северо-западная часть Волосовского района
- Граничило:
  - на северо-востоке — с Бегуницким сельским поселением
  - на юго-востоке — с Терпилицким сельским поселением
  - на юго-западе — с Каложицким сельским поселением
  - на северо-западе — с Кингисеппским районом
- По территории поселения проходили автомобильные дороги:
  - А180 (E 20) «Нарва» (Санкт-Петербург — Ивангород — граница с Эстонией)
  - 41К-187 (Пружицы — Толмачёво)
  - 41К-043 (Местаново — Худанки)
- Расстояние от бывшего административного центра поселения до районного центра — 30 км[3]

## История
В начале 1920-х годов в составе Врудской волости Кингисеппского уезда Санкт-Петербургской губернии был образован Зимитицкий сельсовет. В августе 1927 года Зимитицкий сельсовет вошёл в состав Молосковицкого района Ленинградской области. 
20 сентября 1931 года после ликвидации Молосковицкого района сельсовет вошёл в состав Волосовского района и был преобразован в Зимитицкий эстонский национальный сельсовет. 
22 февраля 1939 года Зимитицкий эстонский национальный сельсовет был ликвидирован, его территория включена в состав Ильешского и Смедовского сельсоветов. 
16 июня 1954 года Ильешский и Смедовский сельсоветы объединены в Чирковицкий сельсовет с центром в деревне Чирковицы. 
С 1 февраля 1963 по 12 января 1965 года после упразднения Волосовского района Чирковицкий сельсовет входил в состав Кингисеппского сельского района. 
По данным 1990 года центр сельсовета был перенесён в посёлок Зимитицы.
18 января 1994 года постановлением главы администрации Ленинградской области № 10 «Об изменениях административно-территориального устройства районов Ленинградской области» Чирковицкий сельсовет, также как и все другие сельсоветы области, преобразован в Чирковицкую волость.
1 января 2006 года в соответствии с областным Законом № 64-оз от 24 сентября 2004 года «Об установлении границ и наделении соответствующим статусом муниципального образования Волосовский муниципальный район и муниципальных образований в его составе» образовано Зимитицкое сельское поселение, в его состав вошла территория бывшей Чирковицкой волости.
В мае 2019 года Зимитицкое и Терпилицкое сельские поселения вошли в состав Бегуницкого сельского поселения.

## Население
| 2006  | 2010  | 2011  | 2012  | 2013  | 2014  | 2015  |
| ----- | ----- | ----- | ----- | ----- | ----- | ----- |
| 1700  | ↘1642 | ↗1649 | ↘1647 | ↗1679 | ↗1711 | ↗1726 |
| 2016  | 2017  | 2018  | 2019  |       |       |       |
| ↘1723 | ↗1726 | ↗1738 | ↗1755 |       |       |       |

## Населённые пункты
| №  | Населённый пункт | Тип населённого пункта          | Население    |
| -- | ---------------- | ------------------------------- | ------------ |
| 1  | Буяницы          | деревня                         | ↗42 (2017)   |
| 2  | Голятицы         | деревня                         | ↗12 (2017)   |
| 3  | Зимитицы         | деревня                         | ↗30 (2017)   |
| 4  | Зимитицы         | посёлок, административный центр | ↗1370 (2017) |
| 5  | Ильеши           | деревня                         | ↗45 (2017)   |
| 6  | Корчаны          | деревня                         | ↗64 (2017)   |
| 7  | Негодицы         | деревня                         | ↗24 (2017)   |
| 8  | Пружицы          | деревня                         | ↗43 (2017)   |
| 9  | Смёдово          | деревня                         | ↗26 (2017)   |
| 10 | Стойгино         | деревня                         | ↗4 (2017)    |
| 11 | Черенковицы      | деревня                         | ↗19 (2017)   |
| 12 | Чирковицы        | деревня                         | ↘48 (2017)   |

Постановлением правительства Российской Федерации от 21 декабря 1999 года № 1408 «О присвоении наименований географическим объектам и переименовании географических объектов в Ленинградской, Московской, Пермской и Тамбовской областях» новой деревне было присвоено наименование Мазаная Горка.

## Русская православная церковь
- Церковь во имя святого Николая Чудотворца в Зимитицах
- Церковь Спаса Нерукотворного Образа в Чирковицах
- Церковь святого Николая Чудотворца в д. Ильеши

## Достопримечательности
- Здание почтовой станции в Чирковицах

| - Здание почтовой станции в д. Чирковицы. - Церковь Спаса Нерукотворного Образа в д. Чирковицы. | - Памятник Н. Н. Демидову в д. Чирковицы. - Никольский Пятницкий храм в д. Ильеши. |